# فرودگاه بنکستاون
فرودگاه بنکستاون (به انگلیسی: Bankstown Airport) یک فرودگاه همگانی با کد یاتا BWU است که یک باند فرود آسفالت دارد و طول باند آن ۱۴۱۶ متر است. این فرودگاه در کشور استرالیا قرار دارد و در ارتفاع ۹ متری از سطح دریا واقع شده‌است.